# Serafino Ferruzzi
Serafino Ferruzzi (Ravenna, 19 marzo 1908 – Forlì, 10 dicembre 1979) è stato un imprenditore italiano, fondatore del gruppo Ferruzzi.

## Biografia
Il padre è un agricoltore che affianca alla coltura dei campi una modesta attività artigianale di produzione di cesti di giunco. Ferruzzi frequenta l'istituto agrario di Imola e consegue il diploma di perito nel 1927. Assunto come aiuto fattore nell'azienda agricola dei marchesi Cavalli, diventa in seguito fattore e lavora nella tenuta fino al 1932, anno in cui assume la rappresentanza per la Romagna dei fertilizzanti chimici e degli antiparassitari prodotti dalla Società Montecatini. Da quel momento l'attività commerciale diventa il suo interesse predominante, ed è un operatore assiduo alla Borsa merci di Bologna. Contemporaneamente si iscrive alla facoltà di Agraria dell'ateneo bolognese e, conciliando il lavoro con lo studio, si laurea nel 1942. Richiamato come sottufficiale dell'esercito, viene assegnato a una unità di stanza a Bologna: continua così a lavorare e a frequentare il mercato granario del capoluogo emiliano.
Gli eventi bellici provocarono profondi sconvolgimenti nella vita delle campagne, che si vanno rapidamente spopolando. Nel 1941, in un momento poco favorevole al commercio dei prodotti Montecatini, insieme a due soci Ferruzzi apre, vicino al porto di Ravenna, un magazzino per la raccolta e la lavorazione della canapa denominato Gruppo produttori canapa: il semilavorato viene venduto alla Montecatini. Nel 1944 il magazzino è incendiato dai partigiani per impedirne la caduta in mano tedesca. A questo primo tentativo di inserimento nel settore industriale seguono nuovi impegni. Nel 1945 Ferruzzi coglie l'opportunità di aggiudicarsi a condizioni molto favorevoli un vasto appezzamento boschivo sull'Appennino tosco-romagnolo e negli anni successivi si avvantaggia della forte domanda di legname da parte delle imprese di costruzioni. Nello stesso periodo ripristina anche una vecchia fornace da tempo inattiva e la trasforma in fabbrica di calce. Al buon esito di tali iniziative si accompagna la ripresa del lavoro nel campo della commercializzazione dei prodotti chimici Montecatini per l'agricoltura.

### Espansione dell'azienda
Il primo vero salto di qualità risale tuttavia al 1948, quando Ferruzzi, che vanta ormai una vasta conoscenza del mercato, costituisce, insieme ai tradizionali soci, la Ferruzzi, Benini & C. per il commercio delle materie prime agricole. In quegli anni la domanda di cereali – soprattutto di grano e di orzo – è in piena espansione, sia in Italia sia nel resto d'Europa, anche a causa dell'accresciuto impiego di granaglie per uso zootecnico. Con la prospettiva di un mercato via via più largo, Ferruzzi si dedica all'importazione di cereali (in particolare mais) dall'URSS, dalla Romania e da altri Paesi dell'Est europeo. Nel 1949 erige sul porto di Ravenna il primo magazzino per il carico e lo scarico delle merci.
L'attività dell'azienda si estende rapidamente e le banche si mostrano ben disposte a erogare il credito necessario a nuovi e più ambiziosi investimenti. La Ferruzzi, Benini & C. acquista nel frattempo terreni agricoli per circa 300 ettari nelle vicinanze di Ravenna. I risultati fin lì conseguiti incoraggiano Ferruzzi a rivolgere una costante attenzione al mercato internazionale. Comincia a frequentare le piazze europee e a interessarsi, oltre che della qualità e quantità delle merci, dei problemi di stoccaggio e di trasporto.
Nel 1956, in seguito a un viaggio in Argentina e negli Stati Uniti – le maggiori aree di approvvigionamento di granaglie per l'Europa –, Ferruzzi ha occasione di comprendere l'importanza delle infrastrutture portuali per il carico e lo scarico delle merci, dei silos per lo stoccaggio, dei mezzi di trasporto per la distribuzione. Di qui la proposta, avanzata ai soci, di costruire nuovi silos costieri e di potenziare gli organici dell'impresa. La proposta incontra il favore di Manetti, ma non quello di Benini, che viene liquidato: la ragione sociale muta quindi in Ferruzzi & C., società in nome collettivo per il commercio delle materie prime agricole.
Accanto al vecchio magazzino, nel 1957, è avviata quindi la costruzione del primo silos portuale di Ravenna, mentre la realizzazione di altri è progettata ad Ancona, La Spezia, Vado Ligure, Bari, Napoli, Palermo, Catania e presso altre installazioni portuali. La quasi totalità dei silos interni – riforniti regolarmente attraverso una rete di raccordi ferroviari e oltre 150 vagoni di proprietà Ferruzzi – è invece localizzata in area padana, dove si trovavano i maggiori mangimifici e allevamenti del Paese.

### Anni cinquanta e sessanta
Fra gli anni cinquanta e sessanta la società ravennate arriva a disporre di una cospicua rete di magazzinaggio e di smistamento, e acquista granaglie da vari Paesi. Per accelerare i tempi di consegna delle merci, Ferruzzi decide di noleggiare le navi con cui effettuare direttamente il carico nei porti statunitensi e argentini. Nella seconda metà degli anni Cinquanta entrano poi in funzione mercantili molto veloci, in grado di stivare carichi fino a 20 000 tonnellate. Il loro pescaggio non consente però l'ingresso nel porto di Ravenna: per potervi attraccare devono prima alleggerirsi di una parte del carico in altri porti. Ferruzzi acquista allora una vecchia imbarcazione fluviale, un tempo adibita al trasporto del carbone lungo il Tamigi, e la trasforma in un mezzo per lo sbarco e l'imbarco dei cereali a Ravenna. Con questo sistema – in seguito largamente imitato – l'alleggerimento (alleggio) avviene in mare aperto. Il Candiano, la nave appoggio di Ferruzzi, naufraga nel 1966, quando ormai volgono al termine i lavori per il nuovo porto di Ravenna – di cui lo stesso Ferruzzi è promotore – che consente l'attracco a navi di oltre 50 000 tonnellate.
I profitti conseguiti in campo commerciale inducono Ferruzzi ad allargare la propria area di intervento all'industria, e in particolare al settore edilizio, uno dei principali beneficiari dello sviluppo registrato nel miracolo economico. Nasce così la Cementi Ravenna, che, costituita nel 1955, raggiunge l'assetto definitivo due anni dopo (62% Ferruzzi, 38% soci terzi). L'estensione dell'attività al calcestruzzo – ancora poco conosciuto in Italia, ma destinato a un vasto impiego negli anni a venire – assume inizialmente per Ferruzzi la forma della partecipazione societaria: nel 1964, attraverso la Cementi Ravenna, si garantisce il 50% della Calcestruzzi e l'ingresso di un suo rappresentante nel Consiglio di amministrazione. La nuova società si sviluppa rapidamente: apre filiali in varie Regioni della penisola, acquisisce cave, si dota di un cospicuo parco di betoniere. Con il graduale acquisto delle quote dei soci in uscita, nel 1966 l'imprenditore diventa azionista di maggioranza (65%) della Calcestruzzi. Nel 1971 costituisce inoltre, a San Paolo del Brasile, la Concrebras (100% Ferruzzi), azienda per la produzione e il commercio del calcestruzzo.

### Differenziazione
Quasi in parallelo all'ingresso nel settore cementizio, Ferruzzi si inserisce nel campo agroindustriale con la costituzione della Soia Ravenna (1959): l'obiettivo è la lavorazione del seme di soia per ricavarne farine destinate all'uso zootecnico e oli di semi per l'uso alimentare. Nel 1966 la società rileva dal gruppo Corcos l'Olearia Tirrena (con uno stabilimento ad Aprilia); nel 1967-1968 acquisisce il controllo delle Riserie Italiane (con stabilimenti a Porto Marghera), mutando la propria ragione sociale in Italiana olii e risi.
Ferruzzi conquista così una posizione di preminenza nazionale nel settore degli oli di semi e delle farine per alimentazione animale. Nel 1974, inoltre, definisce una joint-venture con il governo iugoslavo che ha come obiettivo la costruzione a Zara di uno stabilimento per la lavorazione dei semi oleosi (soprattutto soia). Venne così scongiurata fino al 1980 – anno in cui la società viene sciolta – la minaccia di una concorrenza straniera troppo vicina.
Agli inizi degli anni sessanta il gruppo Ferruzzi si presenta come il primo importatore italiano di soia, è attivo in diversi settori e manifesta una decisa volontà di espansione. Particolarmente sentita appare l'esigenza di una maggiore autonomia nei confronti delle multinazionali statunitensi, già emersa anni prima con il ricorso all'imbarco diretto delle merci nel porto di partenza. Ferruzzi sviluppa infatti il rifornimento all'origine e stringe accordi di collaborazione con i piccoli produttori, in particolare con le cooperative di produzione argentine, che arrivano ad assicurargli il rifornimento continuo anche in momenti difficili per il mercato internazionale. Nel 1962 Ferruzzi costituisce inoltre a Buenos Aires la società anonima Compagnia Emiliana de Exportación, destinata a diventare una importante società commerciale per la gestione dei flussi di merci dal Sudamerica verso Ravenna e agli altri porti di sbarco italiani.
Per eliminare l'incidenza del costo dei noli, Ferruzzi si trasforma anche in armatore. Già all'inizio degli anni Cinquanta aveva acquistato dal governo statunitense alcune navi di tipo Liberty. Nel 1964 costituisce la società di navigazione Fermar, che acquista dalla Fincantieri quattro rinfusiere; queste motonavi da carico secco, della portata lorda di 27 000 tonnellate, entrano in esercizio l'anno successivo. Nel 1967 se ne aggiungono altre due (47 000 tonnellate), costruite dai Cantieri navali del Tirreno (Ancona) e altre due nel 1970; nel biennio 1973-1974 Ferruzzi acquista altre quattro navi da 54 000 tonnellate (Italcantieri). Quattro nuove rinfusiere (50 000 tonnellate), ordinate nel 1979 alla Italcantieri, entreranno in esercizio dopo la morte di Ferruzzi. Le navi del Gruppo costituiscono negli anni settanta la più importante flotta privata di bandiera italiana nel settore del carico secco.

### Innovazione
Sul versante dell'organizzazione commerciale, potenziata la struttura argentina agli inizi degli anni sessanta, Ferruzzi si rivolge ai mercati statunitensi, costituendo nel 1964 la Mississippi River Grain Elevator. Mentre gli impianti di stoccaggio e i punti d'imbarco delle merci delle compagnie statunitensi sono concentrati a nord di New Orleans, Ferruzzi costruisce un punto di imbarco 100 chilometri a valle della città, a Mirtle Grove, presso la foce del Mississippi: le navi possono così anticipare di 24 ore le operazioni di carico rispetto ai tempi dettati dalle installazioni della concorrenza. Dopo due anni il silos di Mirtle Grove è già in funzione; un innovativo elevatore fisso, ideato dallo stesso Ferruzzi, consente di sbarcare in 24 ore circa 14-16 chiatte da 1 000 tonnellate rispetto alle 4-6 chiatte scaricate dagli elevatori tradizionali. Quell'operazione avviò la prima rivoluzione mondiale della logistica. Vengono così ridotti anche i tempi di sosta delle navi oceaniche, poiché le operazioni di imbarco si svolgono pressoché in contemporanea allo sbarco delle chiatte. Mentre la Mississippi lavora a pieno ritmo e a prezzi altamente concorrenziali, Ferruzzi crea la società Ferriver, con una flotta fluviale che gli garantisce la piena autonomia nell'area nordamericana: all'inizio degli anni settanta conta sei rimorchiatori-spintori e 170 chiatte da 1 000 tonnellate.
Dai primi anni sessanta Ferruzzi si reca negli Stati Uniti ogni estate per controllare di persona lo stato dei raccolti, e nel 1964 costituisce infine la Artfer, una società commerciale che acquista direttamente dagli agricoltori americani grandi partite di cereali e di soia destinate all'Europa. La Ferruzzi, divenuta uno dei principali operatori presso la Borsa di Chicago, nella seconda metà degli anni sessanta è ormai definitivamente proiettata sul proscenio internazionale.
Le operazioni di Ferruzzi sui diversi fronti trovano i loro strumenti di finanziamento nel credito bancario; gli utili, secondo un'altra costante della sua politica imprenditoriale, vengono invece investiti nell'acquisto di beni fondiari.
Ai possedimenti di Raspona a Porto Fuori (Ravenna) si aggiungono altre acquisizioni in Italia (Immobiliare Dante a Ferrara, Alba a Venezia e Ivica a Rovigo) e all'estero. La prateria di Citrus Land – 20 000 ettari a ridosso degli elevatori e dei silos sul Mississippi – viene trasformata in moderna azienda zootecnica; al 1970 data poi l'acquisto di una vasta area paludosa (18 000 ettari) nel North Carolina, sollecitamente bonificata e trasformata in fattoria produttiva (mais e soia). In Argentina Ferruzzi investe in tre aziende (in totale 27 000 ettari, coltivati a mais, frumento e orzo) e trasforma le tradizionali attività a pascolo permanente in coltivazioni erbacee, in particolare soia (nel volgere di pochi anni l'Argentina diventerà uno dei grandi esportatori mondiali di questo prodotto).

### Acquisizioni
Le acquisizioni di Ferruzzi nell'America australe si estendono poi a un enorme territorio (330 000 ettari) nel Mato Grosso del Nord, parzialmente adibito a coltura specializzata (caffè, cacao, guaranà, agrumeti). Verso la metà degli anni settanta l'acquisto di altre proprietà in Uruguay (80 000 ettari) e in Paraguay (300 000 e 60 000 ettari) portano a circa 1 000 000 di ettari l'estensione complessiva di questo immenso patrimonio fondiario.
Tra il 1970 e il 1975 il tonnellaggio delle merci trattate annualmente dal Gruppo Ferruzzi si attesta intorno ai 4-6 milioni.
Nel 1974 Ferruzzi arriva all'acquisizione della società brasiliana Santa Rita, il più importante complesso cementiero di San Paolo, e all'ingresso nella Unicem (con una quota del 13%, aumentata al 27% nel 1979), appartenente al Gruppo Fiat, la seconda società cementiera nazionale dopo l'Italcementi. Nel 1976 l'alleanza con la Fiat si consolida con l'acquisto (a metà fra Calcestruzzi e Unicem) della Redimix, importante azienda britannica produttrice di calcestruzzo, che assume il nome di Unical e trasferisce la sede legale a Ravenna.
Dopo un periodo di malattia, Ferruzzi torna in attività nel 1979 per risolvere una serie di questioni strategiche, in primo luogo quella del riassetto societario di un gruppo cresciuto con straordinaria velocità, proprio mentre si delinea la tendenza irreversibile alla riduzione del commercio cerealicolo con l'America, dovuta ai progressi dell'agricoltura europea.
L'imprenditore punta allora a diversificare la propria attività e intensifica i rapporti con il mondo della finanza. Il momento appare propizio: tutti i grandi gruppi finanziari nazionali (Fiat, Pirelli, Monti, Orlando, Bonomi), scontano ancora, con gravi problemi di liquidità, gli effetti della crisi petrolifera e, a fronte di una più o meno pesante situazione debitoria, devono vendere parte delle loro proprietà. Malgrado ingenti esposizioni con le banche, Ferruzzi dispone invece di una liquidità enorme: la felice contingenza gli consente quindi di diversificare e di riconvertire gli investimenti. Si avvicina allora al settore saccarifero e, sempre nel 1979, arriva a controllare l'Eridania e la genovese Silos, una società di servizi per la gestione dei magazzini portuali. Con il controllo di tre società quotate in Borsa Ferruzzi è ormai alla ribalta dell'alta finanza italiana e ha posto le premesse per il decollo di quello che negli anni Ottanta diventerà uno dei più grandi gruppi agroindustriali mondiali.
Sempre nel 1979 effettua altri investimenti nel settore agricolo, acquistando vaste estensioni di terreni e aziende nel Ferrarese e a Udine, e divenendo così il più importante proprietario fondiario privato italiano. La sua strategia di differenziazione prevede infine l'ingresso nel settore assicurativo (Assicurazioni generali); non realizza quest'ultimo passo perché nel dicembre 1979 muore in un incidente.

### Morte
Serafino Ferruzzi morì il 10 dicembre 1979, quando il suo aereo personale, un bireattore d'affari Learjet 36, urtò a bassa quota un edificio e poi impattò contro una casa nei pressi dell'aeroporto di Forlì, durante l'avvicinamento finale per l'atterraggio in condizioni di scarsa visibilità. Con Ferruzzi morirono altre quattro persone: i due piloti, il comandante Enzo Villani (47enne) e il copilota Roberto Cases (31enne), e due degli abitanti nella villetta, Fiorella (21enne) e suo padre Libero Ricci (52enne). Le marche dell'aereo erano I-AIFA, l'acronimo degli eredi Ferruzzi, cioè Arturo, Idina, Franca e Alessandra, nati dal matrimonio, celebrato nel 1934, con Elisa Fusconi.
L'eredità fu plurimiliardaria. Alla morte di Ferruzzi, il capitale della famiglia e del gruppo era valutato complessivamente intorno agli 800 miliardi di lire (prezzi 1979). Chiara è la determinazione dell'asse ereditario imposto fin dal 1976 dall'imprenditore, con l'intestazione di tutte le proprietà ai quattro figli: il 31% ad Arturo (1940-2024) e il 23% ciascuno alle figlie: Ida detta Idina (1935-2018), Franca (n. 1938) e Alessandra (n. 1954).

Nel 1985 Raul Gardini, marito di Idina Ferruzzi e presidente della Ferruzzi, riuscì a modificare gli equilibri ereditari ottenendo pieni poteri. 

Nell'ottobre 1987 la salma di Serafino Ferruzzi venne trafugata dal cimitero ravennate da un gruppo di malviventi, che chiese un cospicuo riscatto. La famiglia Ferruzzi rifiutò ogni trattativa; i resti di Serafino non furono mai ritrovati.
Nel 1993 gli eredi Ferruzzi vennero estromessi definitivamente dalla gestione del Gruppo, che passò nelle mani di Mediobanca.

## Intitolazioni
Gli è stata dedicata una via nel centro di Ravenna.